# Pediomelum
Pediomelum es un género de plantas con flores con 35 especies perteneciente a la familia Fabaceae.

## Especies seleccionadas
- Pediomelum argophyllum
- Pediomelum aromaticum
- Pediomelum brachypus
- Pediomelum californicum
- Pediomelum canescens
- Pediomelum castoreum
- Pediomelum caudatum
- Pediomelum coryi
- Pediomelum cuspidatum
- Pediomelum cyphocalyx
- Pediomelum digitatum
- Pediomelum pentaphyllum (L.) J.W.Grimes - contrayerba blanca de México[1]